# Voces para transformar a Colombia
Voces para Transformar a Colombia es la exposición piloto (primera muestra) de los contenidos del Museo de Memoria Histórica de Colombia, en la cual se busca comprender el conflicto armado interno de Colombia y sus impactos fundamentalmente desde la voz de las víctimas, visibilizando sus historias de dolor pero sobre todo de dignidad y resistencia en medio de la violencia.
Las piezas que componen la exposición se construyeron por medio de diferentes metodologías, unas surgieron del trabajo conjunto con el Centro Nacional de Memoria Histórica mientras que otras son iniciativas de memoria o procesos artísticos ya emprendidos por víctimas, comunidades, organizaciones sociales, colectivos o artistas de diferentes territorios del país. Estos últimos también participan durante la exposición, acompañando y dialogando con los visitantes sobre las piezas, o como protagonistas dentro de conversatorios, talleres, programas radiales, entre otros, con el objetivo de diversificar y ampliar la experiencia del visitante. 
Si bien desde el inicio del recorrido se interpela al visitante sobre su relación con el conflicto, también resalta su capacidad como agente de cambio para contribuir a la no repetición.

## Investigación
Los casos que componen la exposición abarcan el trabajo con diversos grupos poblacionales que corresponden a diferentes tiempos, territorios y modalidades de violencia (despojo, desplazamiento, violencia sexual, desaparición forzada). Estos sirven para mostrar, más allá del hecho victimizante, las relaciones y responsabilidades que se construyen alrededor de múltiples actores dentro del conflicto,  así como del contexto y las particularidades de cada uno de los territorios y su población. Sumado a esto, la exposición plantea un acercamiento por medio de otros elementos como gráficas, estadísticas, mapas y murales con el propósito de generar reflexiones, preguntas y cuestionamientos sobre los problemas transversales del conflicto armado.
Los temas centrales de la exposición  se dividen en tres: el primero, quienes son las víctimas, sus historias de vida y las afectaciones a su entorno familiar, social y cultural, sumado a los impactos de la guerra al medio ambiente. El segundo, los orígenes, causas y responsabilidades de la violencia así como sus dimensiones y modalidades. Y por último, el reconocimiento de la dignidad, la paz y la resistencia.

## Narración
La exposición invita a preguntarse ¿Qué nos ha dejado la guerra? y te presenta dos opciones para iniciar el recorrido, como dos formas de acercarse al conflicto: una ruta de dolor, miedo y culpa, otra de motivación y esperanza. La exposición se divide en tres ejes: cuerpo, tierra y agua, elementos que sobresalen en el desarrollo del conflicto armado. Con la ayuda de estos se responde a las siguientes preguntas ¿qué le hace la guerra al cuerpo, a la tierra y al agua?, ¿qué hacen el cuerpo, la tierra y el agua en la guerra? y ¿Cómo cuentan la guerra?
En cuerpo, se hacen visibles por medio de casos concretos las diversas transformaciones colectivas e individuales provocadas por la guerra ya sea desde el daño y/o por los procesos de resistencia como resultados de esta. En Tierra, se busca comprender las formas de violencia arraigadas a la lucha por la tierra, como el despojo y el desplazamiento, sus impactos en la población civil y los intereses sobre su control por diferentes actores legales o ilegales. Por último en Agua, se evidencian los cambios y afectaciones generados a la naturaleza, a las culturas y los ecosistemas que habitan en ella.
Por medio de un proceso participativo la exposición busca durante el recorrido reflexionar sobre el impacto de las acciones de los visitantes en su entorno cotidiano y el  poder para abonar a  una sociedad más incluyente y en paz: desde el reconocimiento respetuoso de las diferencias,  el escuchar a las víctimas o el compromiso social por defender el territorio. Para esto le propone al final una serie de indicaciones o rutas de cómo llevar a cabo por ejemplo, un proceso de intervención social, cómo identificar y eliminar prejuicios, cómo ayudar a una víctima de violencia sexual, cómo defender los derechos constitucionales fundamentales y cómo defender a los defensores de nuestros territorios.

## Exposiciones
Durante el 2018 la exposición se dio en dos lugares, primero en Bogotá y luego en Medellín.
En el marco de la Feria del Libro en Bogotá, del 17 de abril al 2 de mayo, asistieron a la exposición alrededor de 70.000 mil personas, viajaron 162 protagonistas de diferentes territorios a contar sus experiencias, entre estas Lina Palacios, víctima de violencia sexual, las mujeres de la Comuna 13 de Medellín, indígenas Wiwa y Barí, personas de Buenaventura entre otros. En los eventos hubo ciclos de cine, charlas cantadas, un performance sobre la violencia contra las comunidades ribereñas y actos conmemorativos como el de la masacre de Bojayá en el cual mujeres afrodescendientes cantaron en su memoria. Además en el segundo piso, se creó un espacio donde los visitantes pudieron dejarle mensajes y reflexiones tanto al Museo como a las víctimas. En este lugar también funcionó Conmemora Radio, un punto radial de participación para los visitantes y expositores.
Del 7 al 16 de septiembre, la exposición estuvo en el Parque de los Deseos de Medellín durante la Fiesta del Libro y la Cultura. Si bien los contenidos expuestos fueron los mismos, tanto la experiencia como la programación fue distinta por el contexto en donde se exponía. El Museo buscó vincularse con comunidades, colectivos y organizaciones de la región, principalmente de Antioquia, para que hicieran parte de la agenda y aterrizar el conflicto en el departamento. Asimismo uno de sus objetivos principales fue visibilizar la problemática de los líderes sociales y crear espacios de conversación y debate sobre el conflicto en la ciudad de Medellín.